# Refugium

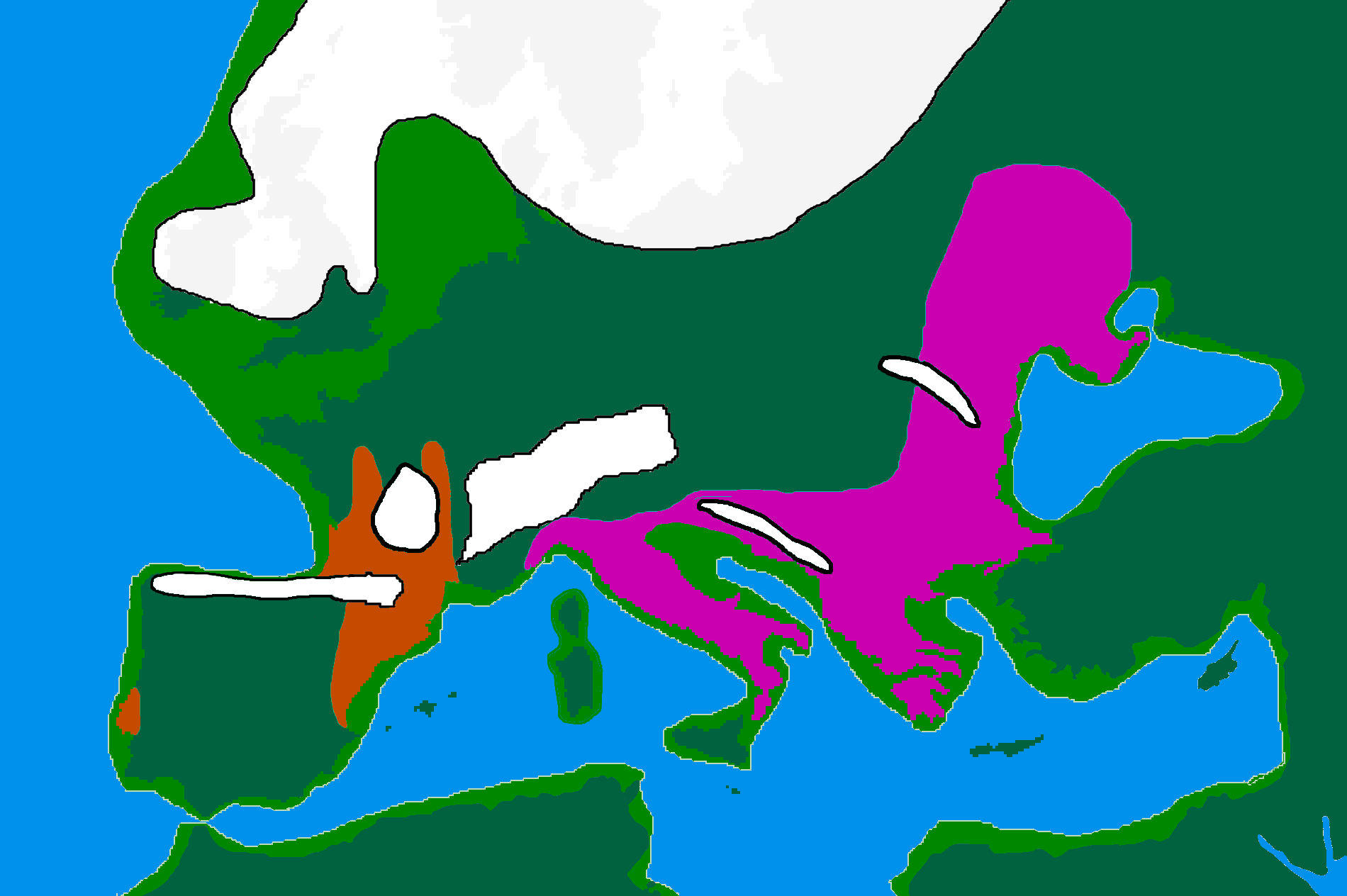
Europakarta som visar på refugier under senaste istiden, 20000 f. Kr.

Refugium (plural: refugier) som på latin betyder "tillflyktsort", är inom biologin ett område där en isolerad population eller reliktpopulation förekommer av en djur- eller växtart som tidigare haft ett mycket större utbredningsområde. Denna isolation (allopatri) kan till exempel orsakas av klimatförändringar, som de olika istiderna,  eller i historisk tid av mänsklig aktivitet som avskogning och högt jakttryck. Exempel på arter som förekommer i refugier idag är bergsgorillan, isolerad på ett antal berg i centrala Afrika, och australiskt sjölejon, isolerad på vissa stränder i södra Australien på grund av ett högt jakttryck. Isolationen kan i många fall ses som tillfällig, men andra refugier kan fortleva under en längre tid och därigenom ge upphov till endemiska arter som överlever som reliktpopulationer.
Vissa populationer i människans utveckling kan ha tvingats tillbaka till liknande isolerade platser av den senaste istiden. Föreslagna refugier är till exempel Beringia, det så kallade ukrainska LGM-refugiet och den Iberiska halvön.

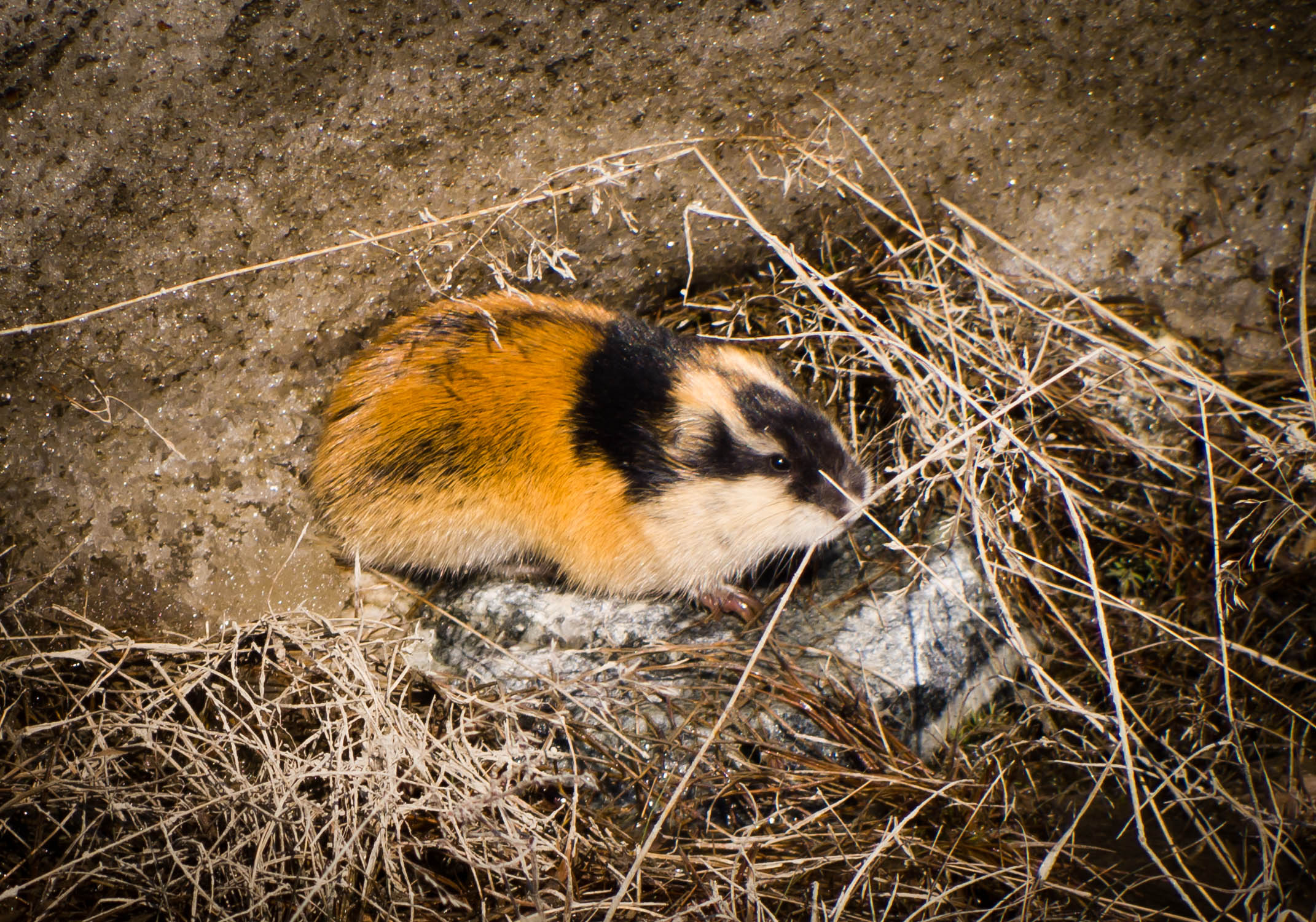
Fjällämmeln, en art som kan ha överlevt den senaste istiden i ett lokalt skandinaviskt refugium.

## Artbildning
Jürgen Haffer var den första att föreslå tanken med refugier för att förklara den stora biologiska mångfalden i Amazonas regnskog. Haffer menade att klimatförändringar under sen pleistocen orsakade att regnskogen reducerades till mindre fickor av beboelig skog i vilka populationerna blev allopatriska. Efterhand ledde detta till artbildning, det vill säga att samma arter i olika refugier utvecklades olika, vilket bildade parapatriska systerarter. När pleistocen var slut tillät nya klimatförändringar att regnskogen i sin helhet återuppstod, vilket kopplade samman isolerade områden och de nya arterna kunde sprida sig.
Den här typen av artbildning har senare utvidgats och använts för att förklara populationsmönster i andra delar av världen som Afrika och Nordamerika. Det spekuleras att biogeografiska mönster kan användas för att påvisa forna refugier. Där flera orelaterade arter följer liknande spridningsmönster kan refugium ha existerat. Denna modell för artbildning är dock fortfarande kontroversiell.